# فقه العبادات في الإسلام
فقه العبادات في الإسلام لغة: الفهم أو العلم. واصطلاحا: العلم بالأحكام الشرعية العملية من أدلتها التفصيلية. وفق منهج: أصول الفقه. وفقه العبادات هو القسم الأول من علم فروع الفقه يليه قسم فقه المعاملات. وترجع المواضيع الفقهية إلى القسمين: فقه عبادات وفقه معاملات. وترجع مواضيع فقه العبادات إلى خمسة أقسام رئيسية هي: الطهارة، والصلاة، والزكاة، والصوم، والحج.

## معنى الفقه

### الفقه لغة
هو العلم بالشيء وفهمه سواء أكان هذا الشيء دقيقًا أو جليًّا، ومنه دعاء النبي ﷺ لابن عباس: "اللهم فقِّهه في الدين وعلمه التأويل"، ثم غلب لفظ الفقه على علوم الدين والشريعة بخاصة؛ وذلك لسيادتها وشرفها وفضلها على سائر أنواع العلوم الأخرى.

### الفقه اصطلاحًا
هو العلم بالأحكام الشرعية العملية المكتسبة من أدلتها التفصيلية الصحيحة وفق أصول فقهية سليمة.

## نشأة الفقه وتطوّره
نشأ الفقه الإسلاميّ بنشأة الدّعوة الإسلامية وبدء الرّسالة المحمدية، ومرّ بأطوار كثيرة ومختلفة، أهمها الطور النبوي المتمثل في الفترة بين تكليف النبي محمد ﷺ بالرسالة وحتى انتقاله للرّفيق الأعلى، وكان الوحي هو مصدر الفقه في هذا الطّور بما جاء به القرآن الكريم من أحكام، أو بما اجتهد فيه النّبيّ ﷺ من أحكام كان الوحي أساسها، أو كان يتابعها بالتّسديد، وكذلك كان اجتهاد أصحاب النّبيّ في حياته مردّه إلى النبي ﷺ يقره أو ينكره، وعلى ذلك كان الوحي مصدر التشريع في ذلك العصر، ثمّ تتابعت بعد وفاة النبي أطوار متعدّدة.

## فضل التفقه في الدين
يُعد التفقه في الدين من أفضل الأعمال وهو علامة الخير؛ قال النبي ﷺ : «"من يرد الله به خيرا يفقهه في الدين".» وقال تعالى: ﴿وَمَا كَانَ الْمُؤْمِنُونَ لِيَنفِرُواْ كَآفَّةً فَلَوْلاَ نَفَرَ مِن كُلِّ فِرْقَةٍ مِّنْهُمْ طَآئِفَةٌ لِّيَتَفَقَّهُواْ فِي الدِّينِ وَلِيُنذِرُواْ قَوْمَهُمْ إِذَا رَجَعُواْ إِلَيْهِمْ لَعَلَّهُمْ يَحْذَرُونَ﴾؛ وذلك لأن التفقه في الدين يحصل به العلم النافع الذي يقوم عليه العمل الصالح، وواجب على كل مسلم ـ ليكون عمله صحيحا ـ أن يتعلم ما يستقيم به دينه؛ من صلاته، وصيامه، وحجه، ويتعلم أحكام الزكاة، وأحكام المعاملات وغير ذلك.

## فروع الفقه
يتفرع علم فروع الفقه حسب الموضوع الذي يدرسه إلى فروع كثيرة، أهمها:

### فقه العبادات
ويختص بأبواب العبادات؛ مثل: الطهارة, الصلاة, الزكاة, الحج والعمرة, , الصوم. وهناك أبواب أخرى تدخل ضمن هذه الأقسام الخمسة.

### فقه المعاملات
ويختص بأبواب المعاملات؛ مثل: الإجارة، الرهن، الربا، الوقف، البيع، الصرف، المشاركات، المضاربة، مضاربة إسلامية، المزارعة، المساقاة، الجعالة.
- عدة فروع وأبواب أخرى؛ مثل: الجنايات وأحكام الأسرة والطلاق، الفرائض والمواريث، الأطعمة والأشربة، القضاء والشهادات.

## فقه العبادات
يعد فقه العبادات من أهم فروع الفقه وأشهرها وأكثرها تناولا؛ ويهدف هذا الفرع إلى تأصيل العبادات وترسيخها، كما يهدف إلى ربط العبادة وأحكامها بالكتاب الكريم والسنة النبوية المطهرة.
ويتناول فقه العبادات أحكام العبادات المكلف بها الإنسان بالتوضيح والتفصيل كما وردت عن النبي محمد ﷺ وعن صحابته أجمعين.

## الطهارة
فيتناول في الطهارة ـ مثلا ـ القضايا الآتية: نوعي  الطهارة المعنوية والحسية، وأقسام المياه وأحكامها، والنجاسات وأنواعها وطرق التطهر منها، والآسار الطاهرة منها وكذلك النجسة، وقضاء الحاجة وما يستحب وما يكره عندها، وسنن الفطرة، والوضوء وحكمه وصفته وفضائله وشروطه وفروضه وسننه ونواقضه، والمسح على الخفين وعلى الجبيرة والعصابة واللصوق وكل ما يرتبط بذلك، وكذلك يتناول الغسل وصفته وموجباته، والتيمم وحكمه والحكمة منه وصفته وفروضه ومبطلاته، والحيض والاستحاضة والنفاس وكل ما يتعلق بهم من مسائل.

## الصلاة
الصلاة من أهم مباحث فقه العبادات. ويبحث في تعريف الصلاة وما يتعلق بها من الأحكام، وصفتها وأحكامها وحكمها ومكانتها في الإسلام وفضلها وعلى من تجب وحكم تركها وشروط صحتها وأركانها وواجباتها وسننها وآدابها ومباحاتها ومكروهاتها ومبطلاتها، والأذان والإقامة وما يتعلق بهما من الحكم والحكمة منهما وفضلهما وسننهما، وسجود السهو وسجود الشكر وسجود التلاوة وما يتعلق بهم، وصلاة الجماعة وحكمها والحكمة منها، والإمامة والائتمام وأحكامهما، وصلاة أصحاب الأعذار وصفتها وكيفية أدائها، وصلاة الجمعة وصفتها وحكمها وفضلها وشروطها، وصلوات التطوع وفضائلها وأنواعها، وصلاة الاستسقاء وصلاة الكسوف والخسوف وما يتعلق بهم من أحكامهم وصفتهم ووقتهم، وصلاة العيدين وحكمها ووقتها ومستحباتها، وصلاة الجنازة وصفتها وأحكامها وفضلها.

## الصوم
الصوم في الفقه الإسلامي هو أحد الأقسام الهامة في فقه العبادات ضمن علم فروع الفقه ويتضمن مقدمات الصوم في الإسلام، وما يتعلق به من أحكام وقضايا، ومن ذلك: فضل الصيام وحكمه وأركانه ومستحباته ومكروهاته ومفسداته، وأعذار الفطر في رمضان وقضاءه، وصوم التطوع وفضائله، وليلة القدر وعلاماتها وفضلها، والاعتكاف ومشروعيته وحكمه وشروطه وزمانه وما يباح فيه وما يبطله.

## الزكاة
ويوضح في الزكاة ما يتعلق بها من موضوعات؛ مثل: حكم الزكاة وشروطها وحكم منعها، وأنواع الزكاة وأحكامها وشروطها وكيفية أدائها، وأهل الزكاة ومن تجب لهم الزكاة.

## الحج
ويتناول في الحج كذلك ما يتعلق به؛ مثل: أحكام الحج والعمرة ومواقيتهما وأركانهما وواجباتهما وسننهما، والإحرام ومستحباته ومحظوراته، والنسك وأنواعه والتلبية وحكمها ووقتها ومواضعها، والفدية والهدي وأنواعه، والأضحية وحكمها ووقت ذبحها وتقسيمها، وزيارة المدينة وفضلها وحكم زيارة مسجد النبي محمد ﷺ وأحكام الزيارة وآدابها والأخطاء الشائعة الورود فيها.

## وصلات خارجية
- المكتبة الإسلامية
- فقه العبادات المصور
- الصلاة
- الصوم
- الحج
- الطهارة
- الزكاة